# Aschanes
Aschanes bzw. in der latinisierten Form Askanius ist nach der von den Brüdern Grimm gesammelten Sage vom Ursprung der Sachsen der Ahnherr und erste König der Sachsen. Er ist nach einer alten Volkssage aus den Harzfelsen mitten im grünen Wald bei einem süßen Springbrünnlein herausgewachsen.
Bei Georg Rollenhagen findet sich 1595 folgende Parodie:

„Da Aschanes mit seinen Sachsen / Aus dem Harzfelsen ist gewachsen / War mitten in dem grünen wald / Ein springend brünlein süß und kalt...“

Etymologisch ist der Name Aschanes/Askanius kaum mit Askr, dem ersten Mann in der nordischen Mythologie der Edda, in Verbindung zu bringen, vielmehr dürfte eine gelehrte Anlehnung an den römischen Ascanius vorliegen. Im frühen Mittelalter war es weitverbreiteter Brauch, auch germanische Völker und Herrschergeschlechter, wie die Merowinger, mit der Trojasage zu verknüpfen.
Teile der Sachsensage wurden mit dem Annolied (um 1080) und der Kaiserchronik (Mitte des 12. Jahrhunderts) erstmals in Landessprache überliefert, in kompletter Form findet sie sich im 13. Jahrhundert in der Sächsischen Weltchronik und im Sachsenspiegel.
Seit 1500 wurde der Ursprung der Sachsen (und somit der Deutschen) noch weiter zurückverlegt, bis hin zu Noahs Nachkommen Aschkenas. Vertreter dieser These waren u. a. Martin Luther, Philipp Melanchthon, Justus Georg Schottelius und im 19. Jahrhundert August Knobel. Man versuchte, Bibel und die Germania von Tacitus in Einklang zu bringen, um Sachsen, Franken, Goten und weiteren Völkern eine Frühgeschichte der "Teutschen" zu erschaffen.